# 33 Dywizjon Rakietowy Obrony Powietrznej

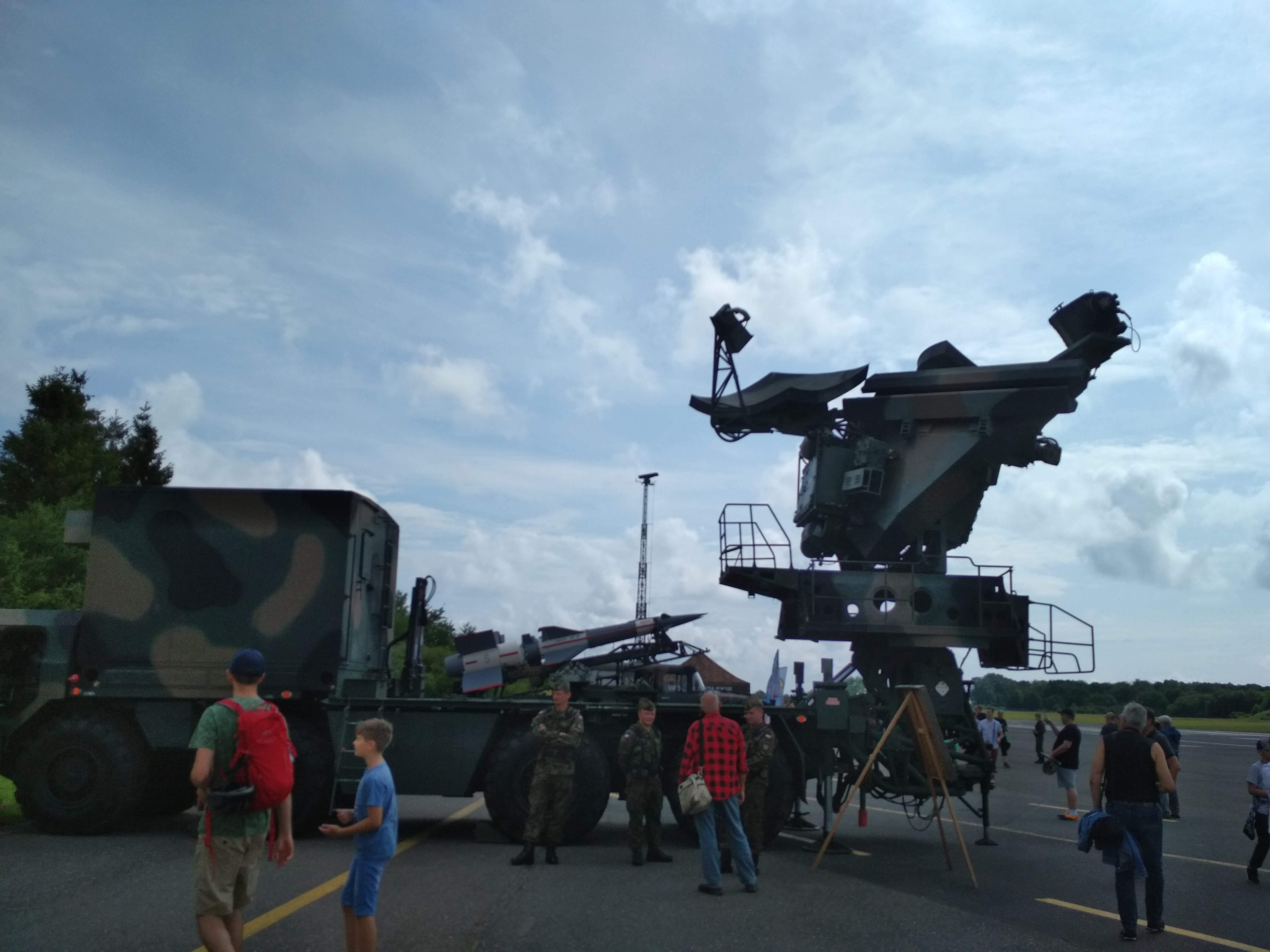
Radar zestawu S-125 Newa podczas święta BLMW w 2019 roku

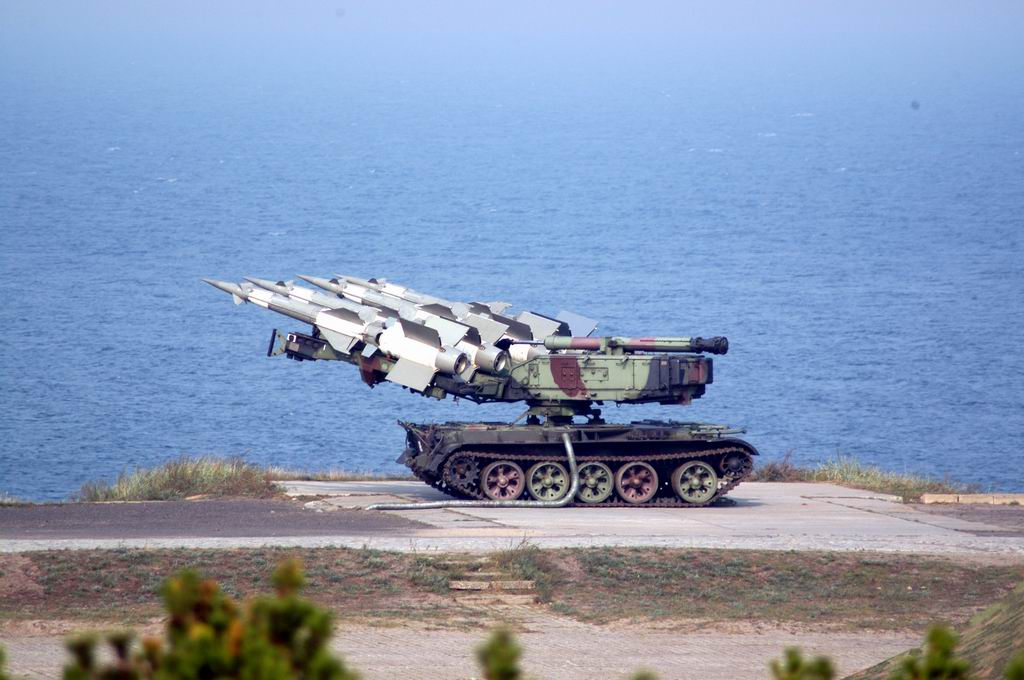
S-125 Newa SC

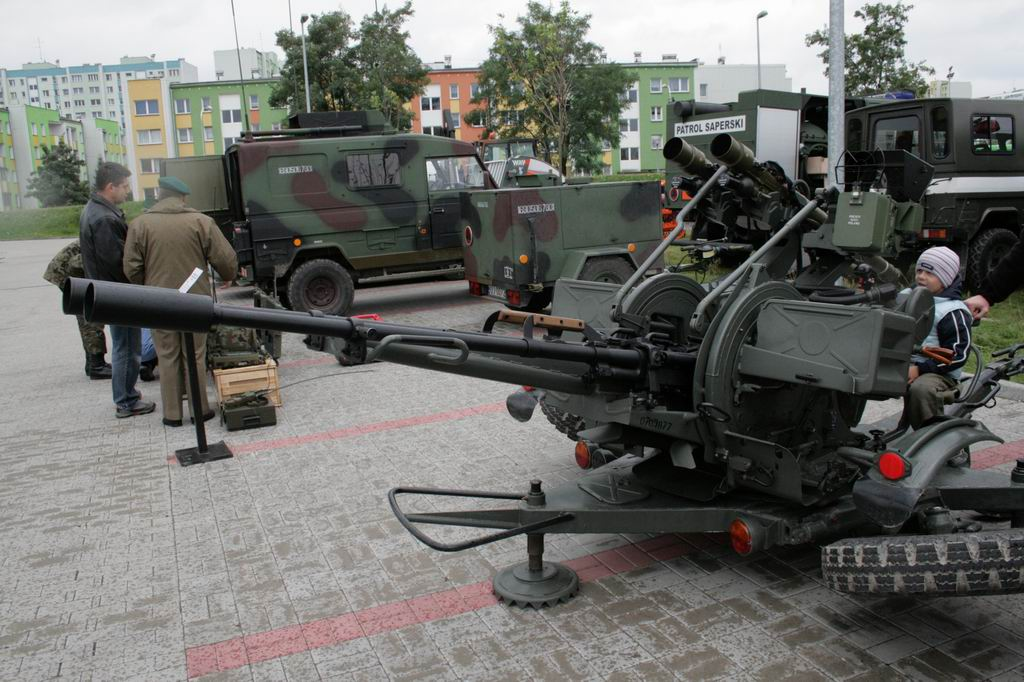
ZU-23-2

33 dywizjon rakietowy Obrony Powietrznej (33 dr OP) – pododdział Wojsk Obrony Przeciwlotniczej stacjonujący w Gdyni, podporządkowany dowództwu 3 Warszawskiej Brygady Rakietowej Obrony Powietrznej; powstał 1 stycznia 2012 na bazie rozformowanych jednostek wojskowych: 21 dywizjonu rakietowego Obrony Powietrznej w Pucku, 25 dywizjonu rakietowego Obrony Powietrznej w Nowym Dworze Wejherowskim oraz 65 dywizjonu rakietowego Obrony Powietrznej w Gdyni.
Od 1 stycznia 2014, jako jednostka wojskowa podległa 3 BROP, wchodzi w podporządkowanie Dowództwa Operacyjnego Rodzajów Sił Zbrojnych, jednocześnie merytorycznie podlega Inspektoratowi Rodzajów Wojsk.

## Tradycje
Na podstawie Decyzji Nr 37/MON Ministra Obrony Narodowej z dnia 16 lutego 2012, 33 dywizjon rakietowy Obrony Powietrznej:
- przejmuje i z honorem kultywuje dziedzictwo tradycji:
  - 60 samodzielnego pułku artylerii przeciwlotniczej (1951-1963);
  - 60 Brygady Artylerii Obrony Powietrznej Kraju (1963-1967);
  - 4 Brygady Artylerii Obrony Powietrznej Kraju im. Obrońców Wybrzeża (1967-1991);
  - 4 Brygady Rakietowej Obrony Powietrznej (1992-1994);
  - 4 Gdyńskiej Brygady Rakietowej Obrony Powietrznej (1994-2001);
  - 21 dywizjonu rakietowego Obrony Powietrznej (2002-2011);
  - 25 dywizjonu rakietowego Obrony Powietrznej (2002-2011);
  - 65 dywizjonu rakietowego Obrony Powietrznej (2002-2011);
- przejmuje sztandar rozformowanego 21 dywizjonu rakietowego Obrony Powietrznej;
- ustanawia się doroczne święto 33 dywizjonu rakietowego Obrony Powietrznej w dniu 17 maja[1].

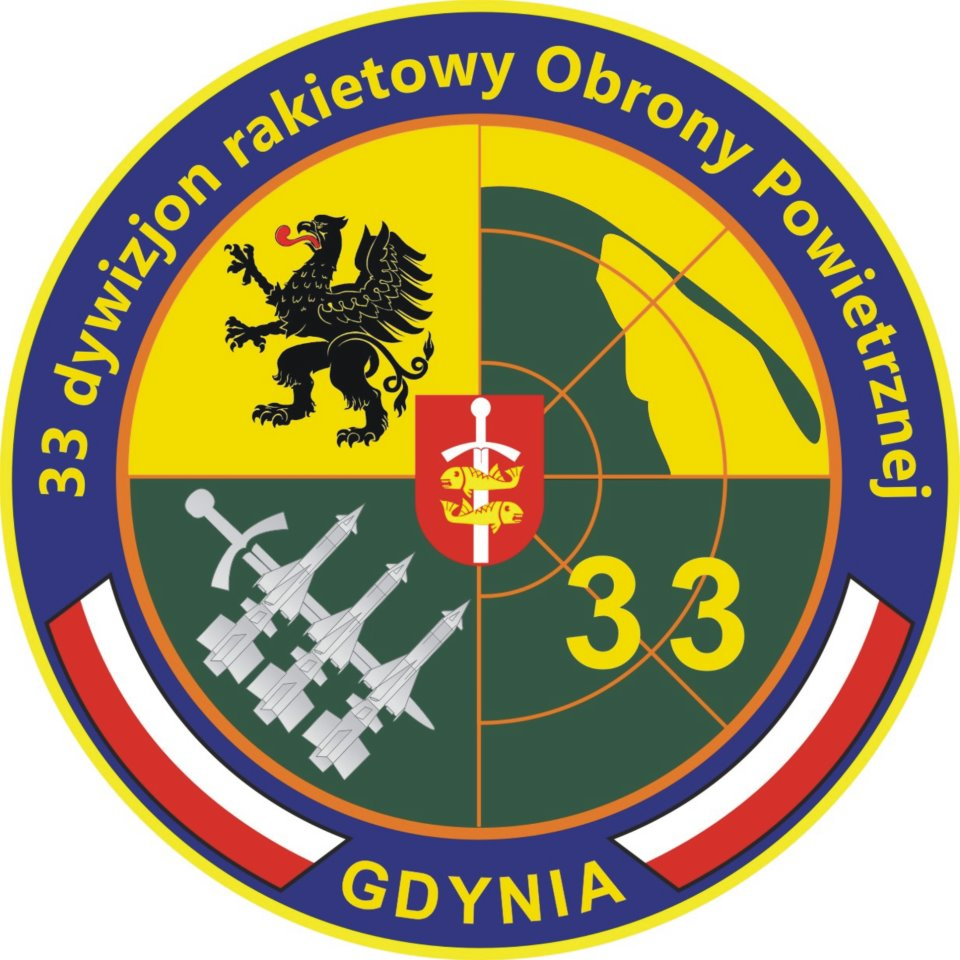
Oznaka rozpoznawcza 33 dr OP (do listopada 2012)
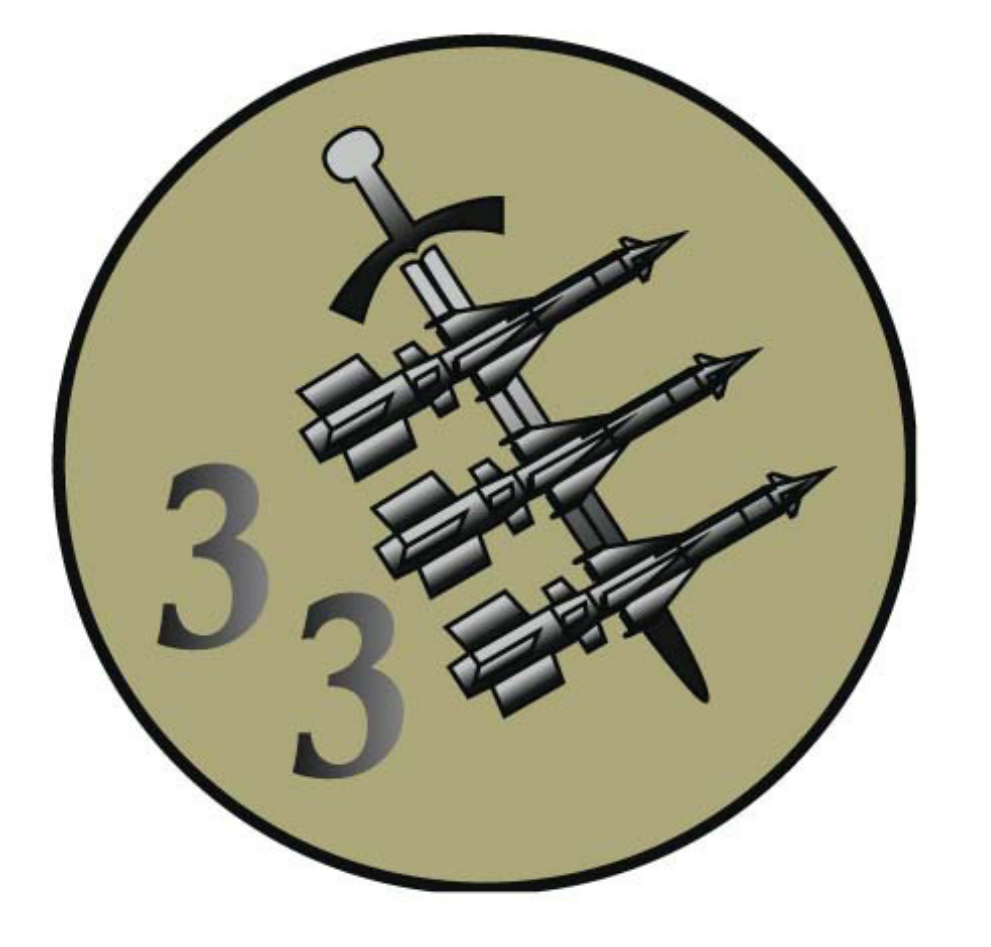
Oznaka rozpoznawcza 33 dr OP (od listopada 2012)
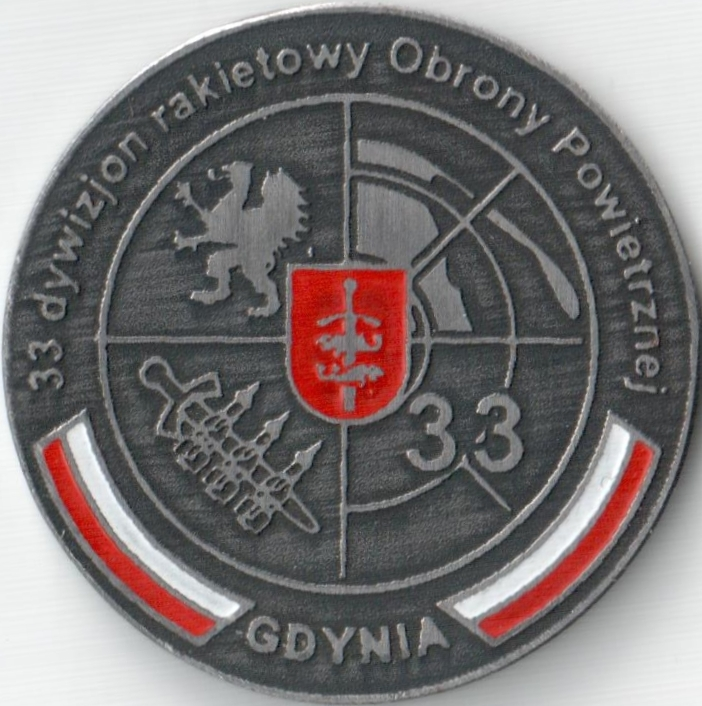
Challenge coin

## Struktura
- dowództwo
- sztab
- bateria dowodzenia
- bateria zabezpieczenia
- bateria techniczna
- zespół ogniowy Puck
- zespół ogniowy Gdynia

## Uzbrojenie
- S-125 Newa SC - 3 zestawy[2]
- ZU-23-2[3]

## Dowódcy dywizjonu
- ppłk Marek Kuchnowski –  21 października 2011 – 22 września 2014
- ppłk Mariusz Czeczko – 23 września 2014 – 8 stycznia 2017
- ppłk Krzysztof Rams – 9 stycznia 2017 – 22 sierpnia 2020
- mjr Arkadiusz Grzegorowski (cz.p.o.) – 22 sierpnia 2020 – 2 października 2020
- ppłk Paweł Barchan – 2 października 2020 – 28 stycznia 2022
- cz.p.o. mjr Marek Janczak – 28 stycznia 2022 – 21 marca 2022
- ppłk Robert Czarny – 21 marca 2022 – 1 stycznia 2024
- ppłk mgr inż. Daniel Wasiłek – 2 stycznia 2024 – nadal